# Samnorwood
Samnorwood est une census-designated place située dans le comté de Collingsworth, dans l’État du Texas, aux États-Unis. Sa population s’élevait à 51 habitants lors du recensement de 2010.